# Гвардейская улица (Москва)
Гварде́йская у́лица — улица в Москве на территории района Можайский Западного административного округа.

## Расположение
Улица начинается от Можайского шоссе у его пересечения с Рябиновой улицей, проходит в направлении с севера на юг и заканчивается примыканием к улице Маршала Неделина.
Нумерация домов начинается от Можайского шоссе. Справа примыкает Улица Красных Зорь

## Происхождение названия

Карта города Кунцево 1940 года, на которой видна улица Горького (ныне Гвардейская улица)

В составе города Кунцево называлась улица Горького. После включения в состав Москвы в связи с дублированием тогдашнего названия Тверской улицы была переименована.
Современное название улица получила 25 декабря 1961 года «в честь гвардейских частей Советской Армии».

## Здания и сооружения
По нечётной стороне:
По чётной стороне:
- дома 2, 4, 6, 8, 10, 12 — пятиэтажки
- дома 14 — кирпичная восьмиподъездная, 16 - четырёхподъездная девятиэтажки
  - в 16 доме — универсам «Пятёрочка»

## Транспорт

### Ближайшая станция метро
- «Кунцевская/Славянский Бульвар  (~ 2500 м от конца улицы)

### Наземный транспорт
По улице ходят автобусы:
- № 104 (Метро «Филёвский парк» — Платформа «Рабочий Посёлок») (кольцевой, только к метро «Филёвский парк»)
- 554 Крылатское- улица Федосьино
- 575 м. Кунцевская-5-й микрорайон Солнцева